# Лазури (Арад)
Лазури (рум. Lazuri) насеље је у Румунији у округу Арад у општини Варфуриле. Oпштина се налази на надморској висини од 275 m.

## Становништво
Према подацима из 2002. године у насељу је живело 464 становника, од којих су сви румунске националности.